# روبرتو غارزا
روبرتو غارزا (بالإنجليزية: Roberto Garza)‏ هو لاعب كرة قدم أمريكية أمريكي، ولد في 26 مارس 1979 في ريو هوندو في الولايات المتحدة.

## وصلات خارجية
- روبرتو غارزا على موقع مرجع كرة القدم المحترفة.كوم (الإنجليزية)